# ماركو دي كانافيسس
ماركو دي كانافيسيس هي مدينة من مدن البرتغال. يبلغ عدد سكانها 53,450 نسمة وذلك حسب إحصائيات سنة 2011. تبلغ مساحتها 201.89 كم².

## أعلام
- رافا سواريس
- فيكتور موريرا
- كارمن ميرندا